# 黒崎優
黒崎 優（くろさき ゆう、1982年3月19日 -）は、日本のストリッパー。
長崎県出身。身長160cm。スリーサイズ：B82cm,W62cm,H88cm。血液型はAB型。

## 略歴
高校卒業後に介護の仕事に就いていたが、大阪に遊びに行った際に興味本位で東洋ショーを観劇し、黒沢愛の演じる舞台に惹かれ、自分も同じように踊りたいと憧れるようになる。
若い内にできることをやりたいと決意し、ストリップの世界へ。1年間の特訓に耐え抜いた後、川崎ロック座所属ダンサーとして2005年10月1日、新宿ニューアートでデビュー。以来、現在でも各地の劇場で活躍中。